# جيمس الكسندر ألان
جيمس الكسندر ألان (بالإنجليزية: James Alexander Allan)‏ هو شاعر أسترالي، ولد في 1879، وتوفي في 1967.